# نیروگاه بیجی
نیروگاه بیجی مجتمع مهم صنعتی در حوالی شهر بیجی در استان صلاح‌الدین عراق است که در فاصله ۲۱۰ کیلومتری شمال بغداد واقع شده‌است. ۱۰ درصد از کل میزان برق مورد نیاز عراق و هم‌چنین بخشی از برق بغداد از این مجتمع صنعتی تأمین می‌شود. نیروگاه بیجی در کنار پالایشگاه بیجی واقع شده‌است.

## میزان تولید
نیروگاه بیجی ظرفبت تولید ۶۰۰ مگاوات برق را دارد.